# Dona amb flors al cap
Dona amb flors al cap és una escultura de Ramon Cuello i Riera situada al vestíbul de l'àrea materno infantil de l'Hospital Universitari Vall d'Hebron, al barri de Montbau de Barcelona.
L'obra, de pedra tallada, inaugurada el 18 de novembre de 1977, va ser donada per l'autor dins del programa Cultura i Salut de la Vall d'Hebron. Representa una noia nua asseguda amb les cames creuades damunt una base. Una garlanda de flors li lliga els cabells al clatell, motiu que dona títol a la peça.